# Blasteza
Blasteza – termin określany też jako krystaloblasteza. Jest to proces krystalizacji lub rekrystalizacji skał w środowisku stałym, polegającym na wzroście nowych minerałów kosztem poprzednio utworzonych i mających podobny lub zupełnie inny skład chemiczny. Może polegać na obrastaniu – wzroście wcześniejszych ziaren lub tworzeniu zupełnie nowych w zmienionych warunkach temperatury i ciśnienia, czasem pod wpływem nowo doprowadzonych substancji. Blasteza towarzyszy zawsze procesom metamorficznym, a niekiedy także diagenetycznym. Dzięki blastezie tworzą się porfiroblasty.